# Esporte Clube Guanabara
Esporte Clube Guanabara é uma agremiação esportiva da cidade do Rio de Janeiro. Atualmente é apenas um clube social.

## História
Do bairro de Santa Cruz, o clube foi um dos fundadores do Departamento Autônomo do Rio de Janeiro.
O clube disputou a competição diversas vezes, sendo campeão em 1965.

## Rivalidade
Durante seus anos no Departamento Autônomo, o clube possuía rivalidade com o Oriente Atlético Clube, sendo o confronto chamado de "Fla-Flu de Santa Cruz".